# إدوارد إي. برادلي
إدوارد إي. برادلي (بالإنجليزية: Edward E. Bradley)‏ هو عسكري أمريكي، ولد في 5 يناير 1845 في نيو هيفن في الولايات المتحدة، وتوفي بنفس المكان في 22 يناير 1917.